# Stary Dworzec
Stary Dworzec (biał. Стары Дворац, Stary Dwarec, ros. Старый Дворец, Staryj Dworiec) – agromiasteczko na Białorusi, w obwodzie grodzieńskim, w rejonie brzostowickim, w sielsowiecie parchimowskim. Położone jest 49 km na południe od Grodna, 16,6 km od granicy polsko-białoruskiej, u zbiegu dróg republikańskich R78 i R100. Na wschód od miejscowości przebiega granica administracyjna pomiędzy rejonami brzostowickim i wołkowyskim.

## Historia
W czasach zaborów w granicach Imperium Rosyjskiego, w guberni grodzieńskiej, w powiecie grodzieńskim. Od 1919 roku w granicach II Rzeczypospolitej. 7 czerwca 1919 roku, wraz z całym powiatem grodzieńskim, weszła w skład okręgu wileńskiego Zarządu Cywilnego Ziem Wschodnich – tymczasowej polskiej struktury administracyjnej. Latem 1920 roku zajęta przez bolszewików, następnie odzyskana przez Polskę. 20 grudnia 1920 roku włączona wraz z powiatem do okręgu nowogródzkiego. Od 19 lutego 1921 roku w województwie białostockim, w powiecie grodzieńskim, w gminie Wielkie Ejsymonty. W 1921 roku miejscowość miała status folwarku. Było w nim 11 domów mieszkalnych i 1 zamieszkane zabudowanie innego typu
W wyniku napaści ZSRR na Polskę we wrześniu 1939 roku miejscowość znalazła się pod okupacją sowiecką. 2 listopada została włączona do Białoruskiej SRR. 4 grudnia 1939 roku włączona do nowo utworzonego obwodu białostockiego. Od czerwca 1941 roku pod okupacją niemiecką. 22 lipca 1941 roku włączona w skład okręgu białostockiego III Rzeszy. W 1944 roku ponownie zajęta przez wojska sowieckie i włączona do obwodu grodzieńskiego Białoruskiej SRR. Od 1991 roku w składzie niepodległej Białorusi. Między 2005 i 2009 rokiem Stary Dworzec otrzymał status agromiasteczka.

## Zabytki
W Starym Dworcu zachowały się zabudowania folwarku, wzniesione po 1875 roku. W przeszłości istniał też otoczony parkiem, XIX-wieczny dwór Buttowt-Andrzejkowiczów, jednak został zniszczony po 1939 roku. Do czasów obecnych zachował się jedynie dworski park.

## Demografia
Według spisu powszechnego z 1921 roku folwark zamieszkany był przez 142 osoby, w tym 90 Polaków, 48 Białorusinów, 3 Żydów i 1 Niemca. Prawosławie wyznawało 83 jego mieszkańców, katolicyzm – 55, judaizm – 3, protestantyzm – 1.